# 竜文区
竜文区（りゅうぶん-く）は中華人民共和国福建省漳州市に位置する市轄区。

## 行政区画
下部に2街道、3鎮を管轄する
- 街道
  - 歩文街道、碧湖街道
- 鎮
  - 藍田鎮、朝陽鎮、郭坑鎮

## 交通

### 道路
- 高速道路
  -  漳州北連絡線高速道路（中国語版）
- 国道
  - G319国道（中国語版）
  - G324国道